# Ales Bialiatski
Ales Víktorovitx Bialiatski (en belarús: Алесь Віктаравіч Бяляцкі) (Viàrtsilia, RSSA de Carèlia, URSS, 25 de setembre de 1962) és un activista polític belarús, antic presoner de consciència conegut pel seu treball amb el Centre de Drets Humans "Viasna". El 2020 va guanyar el Right Livelihood Award, àmpliament conegut com el "Premi Nobel alternatiu". El 2022, Bialiatski va rebre el Premi Nobel de la Pau 2022 juntament amb les organitzacions Memorial i Center for Civil Liberties.
Des del 14 de juliol de 2021 estava empresonat per presumpta evasió fiscal. Els defensors dels drets humans consideren que els càrrecs tenen motivació política i reconeixen Bialiatski com a pres de consciència. El març del 2023 fou condemnat a 10 anys de presó en una condemna basada en acusacions falses de contraban.

## Biografia
Bialiatski va néixer a Viàrtsilia, a l'actual Carèlia, Rússia, de pares belarussos. El seu pare Viktar Bialiatski és originari del districte de Rahačoŭ, la seva mare Nina prové del districte de Naroŭlia. El 1965 la família va tornar a Belarús per establir-se a Svietlahorsk, regió de Hòmiel.
Bialiatski és un estudiós de la literatura belarussa, es va graduar a la Universitat Estatal de Hòmiel el 1984 amb una llicenciatura en filologia russa i belarussa. Durant els seus dies d'estudiant, va conèixer diverses persones que esdevindrien autors famosos, com Anatol Sys, Eduard Akulin, Siarzhuk Sys i Anatol Kazlou. Quan es va graduar,va treballar com a professor al districte de Lieĺčycy, regió de Hòmiel.
El 1985-1986, va servir a l'exèrcit com a conductor de vehicles blindats en una bateria d'artilleria antitanc prop de Iekaterinburg (aleshores, Sverdlovsk), Rússia.

## Activisme
A principis de la dècada de 1980, Bialiatski es va involucrar en diverses iniciatives a favor de la democràcia, inclòs un grup anomenat Partit Clandestí Belarús "Independència" amb l'objectiu d'afavorir la sortida de Belarús de la Unió Soviètica i la formació d'un país sobirà i democràtic. El grup va publicar el mitjà il·legal "Burachok" i va coorganitzar les primeres protestes antisoviètiques, sobretot les manifestacions de Dziady el 1987 i el 1988, una protesta contra la construcció de la central hidroelèctrica de Daugavpils, una manifestació de protesta per la demolició del patrimoni arquitectònic de la Ciutat Alta a Minsk, i una cerimònia commemorativa a Kurapaty el 1988. El desembre de 1987 Bialiatski va formar part del comitè organitzador de la 1a Assemblea de Comunitats Belarusses.
El 1989, Bialiatski va rebre un doctorat de l'Acadèmia de Ciències de Belarús. Durant els seus estudis de doctorat, Bialiatski va ajudar a fundar l'Associació de Joves Escriptors Tutejshyja, i va ser president del grup des de 1986 fins a 1989, cosa que va generar que fos assetjat per l'administració de l'acadèmia. El 1988 Bialiatski va coorganitzar el Martirologi de Belarús. També va ser un dels membres fundadors del Front Popular Belarús i de la Comunitat Catòlica de Belarús.
El 1989, Bialiatski va treballar com a investigador júnior al Museu d'Història de la literatura belarussa. Més tard el mateix any, va ser elegit director del Museu Literari Maksim Bahdanovich. Bialiatski va abandonar el museu l'agost de 1998, després d'organitzar diverses exposicions clau, incloses dues a Minsk, una al districte de Maladziečna i una a Yaroslavl, Rússia.
Durant la direcció de Bialiatski, el museu va acollir nombrosos actes públics sobre temes polítics, culturals i religiosos. El 1990, l'edifici del museu al centre de Minsk va acollir la redacció de "Svaboda", un dels primers diaris prodemocràtics de Belarús. Bialiatski va proporcionar l'adreça legal a desenes d'ONG, inclòs el Centre de Drets Humans "Viasna" i el Centre "Supolnasts". Va convidar diversos autors joves, com Palina Kachatkova, Eduard Akulin, Siarhei Vitushka i Ales Astrautsou, a treballar al museu.
Bialiatski va ser membre del Consell de Diputats de l'Ajuntament de Minsk entre 1991 i 1996. El 20 d'agost de 1991, l'endemà de l'intent de cop d'estat de Moscou, ell, juntament amb 29 membres més del consell, va fer una crida oberta al poble de Minsk "perquè fos fidel a les autoritats legalment elegides i cerqués tots els mitjans constitucionals per tal de posar fi a les activitats del Comitè Estatal d'Emergències”. El 5 de setembre de 1991, després que l'Ajuntament de Minsk aprovés l'ús de símbols nacionals, Bialiatski va portar una bandera blanc-vermell-blanca a la cambra del Consell.
Bialiatski va ser secretari del Front Popular Belarús (1996-1999) i vicepresident del BPF (1999-2001).
Bialiatski va fundar el Centre de Drets Humans "Viasna" l'any 1996. L'organització amb seu a Minsk que llavors es deia "Viasna-96", es va transformar en una ONG nacional el juny de 1999. El 28 d'octubre de 2003 el Tribunal Suprem de Belarús va cancel·lar el registre estatal del Centre de Drets Humans "Viasna" pel seu paper en l'observació de les eleccions presidencials de 2001. Des de llavors, la principal organització de drets humans de Belarús ha treballat sense estar registrada.
Bialiatski va ser president del Grup de Treball de l'Assemblea de les ONG Democràtiques (2000-2004). El 2007-2016, va ser vicepresident de la Federació Internacional dels Drets Humans (FIDH).
Bialiatski és membre de la Unió d'Escriptors Belarussos (des de 1995) i del PEN-Centre belarús (des de 2009).
Durant les protestes belarusses del 2020, Bialiatski va esdevenir membre del Consell de Coordinació de Sviatlana Tsikhanòuskaia.

## Condemna del 2011
El 4 d'agost de 2011, Ales Bialiatski va ser detingut acusat d'evasió fiscal ("ocultació de beneficis a una escala especialment gran", article 243, part 2 del Codi Penal de la República de Belarús). L'acusació va ser possible gràcies als registres financers publicats pels fiscals de Lituània i Polònia.
El 24 d'octubre de 2011, Bialiatski va ser condemnat a presó i decomís de béns. Bialiatski es va declarar no culpable, dient que els diners s'havien rebut als seus comptes bancaris per cobrir les activitats de drets humans de Viasna.
El 21 de juny de 2014 va ser alliberat.
Activistes de drets humans belarussos, així com els líders de la Unió Europea, els governs de la UE i els Estats Units van denunciar que Bialiatski era un pres polític, i van qualificar la seva sentència de motivació política. Van instar les autoritats belarusses a alliberar l'activista dels drets humans. El 15 de setembre de 2011, una resolució especial del Parlament Europeu va demanar l'alliberament immediat de Bialiatski. L'alliberament de l'activista també va ser sol·licitat pel president del PE Jerzy Buzek, l'Alta Representant de la UE per a Afers Exteriors i Política de Seguretat Catherine Ashton, el president de l'OSCE Eamon Gilmore i el relator especial de l'ONU sobre la situació dels drets humans a Belarús Miklós Haraszti.

## Detenció del 2021
El 14 de juliol de 2021, la policia belarussa va escorcollar les cases dels empleats de Viasna a tot el país i va assaltar l'oficina central. Bialiatski i els seus col·legues Vladimir Stephanovich i Vladimir Labkovich van ser arrestats. El 6 d'octubre de 2021, Bialiatski va ser acusat d'evasió fiscal amb una pena màxima de 7 anys de presó. A l'1 de gener de 2022, encara estava a la presó. El març del 2023 fou condemnat a 10 anys de presó en una condemna basada en acusacions falses de contraban.

## Vida privada
Ales Bialiatski està casat amb Natallia Pinchuk. Es van conèixer l'any 1982 quan Ales era estudiant de la Universitat Estatal Francishak Skaryna Homiel i la Nataliia va estudiar a l'escola pedagògica de Lojeu. La parella es va casar el 1987. Ales Bialiatski té un fill anomenat Adam.
Durant els seus anys universitaris, Bialiatski va tocar el baix en una banda anomenada Baski. Ha afirmat que les seves dues grans aficions ara són la caça de bolets i la plantació de flors. Generalment parla l'idioma belarús.